# Kappa Herculis
Kappa Herculis (Marfik, Marfak, Mirfak, Marsik, Maasim, 7 Herculis) é uma estrela na direção da constelação de Hercules. Possui uma ascensão reta de 16h 08m 04.55s e uma declinação de +17° 02′ 49.2″. Sua magnitude aparente é igual a 5.00. Considerando sua distância de 388 anos-luz em relação à Terra, sua magnitude absoluta é igual a −0.38. Pertence à classe espectral G8III.